# آلبرت پاپول
آلبرت پاپول (انگلیسی: Albert Popwell؛ ۱۵ ژوئیهٔ ۱۹۲۶ – ۹ آوریل ۱۹۹۹) یک هنرپیشه اهل ایالات متحده آمریکا بود.
از فیلم‌ها یا برنامه‌های تلویزیونی که وی در آن نقش داشته است می‌توان به فریب کوگان، نیروی مگنوم، مجری، آن دختر کیست؟ و ضربه ناگهانی اشاره کرد.